# Schiffswerft Harmonie

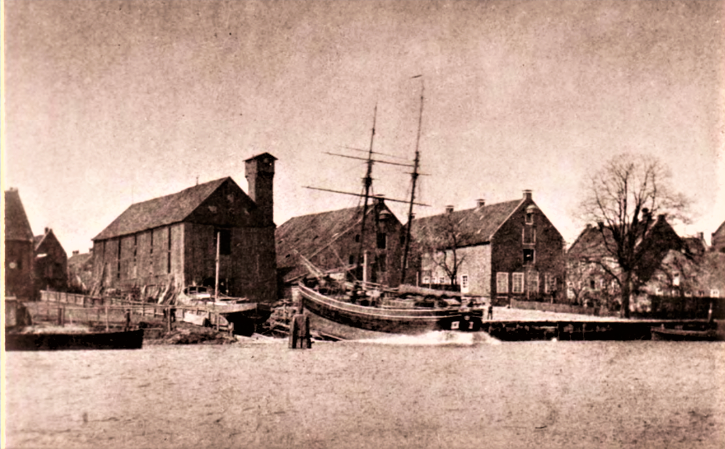
Stapellauf auf der Harmonie-Werft

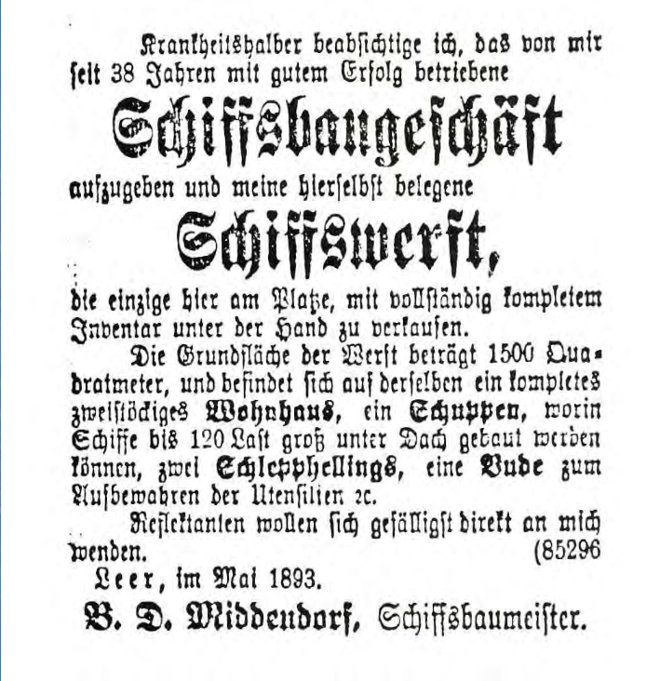
Verkaufsprospekt der Werft

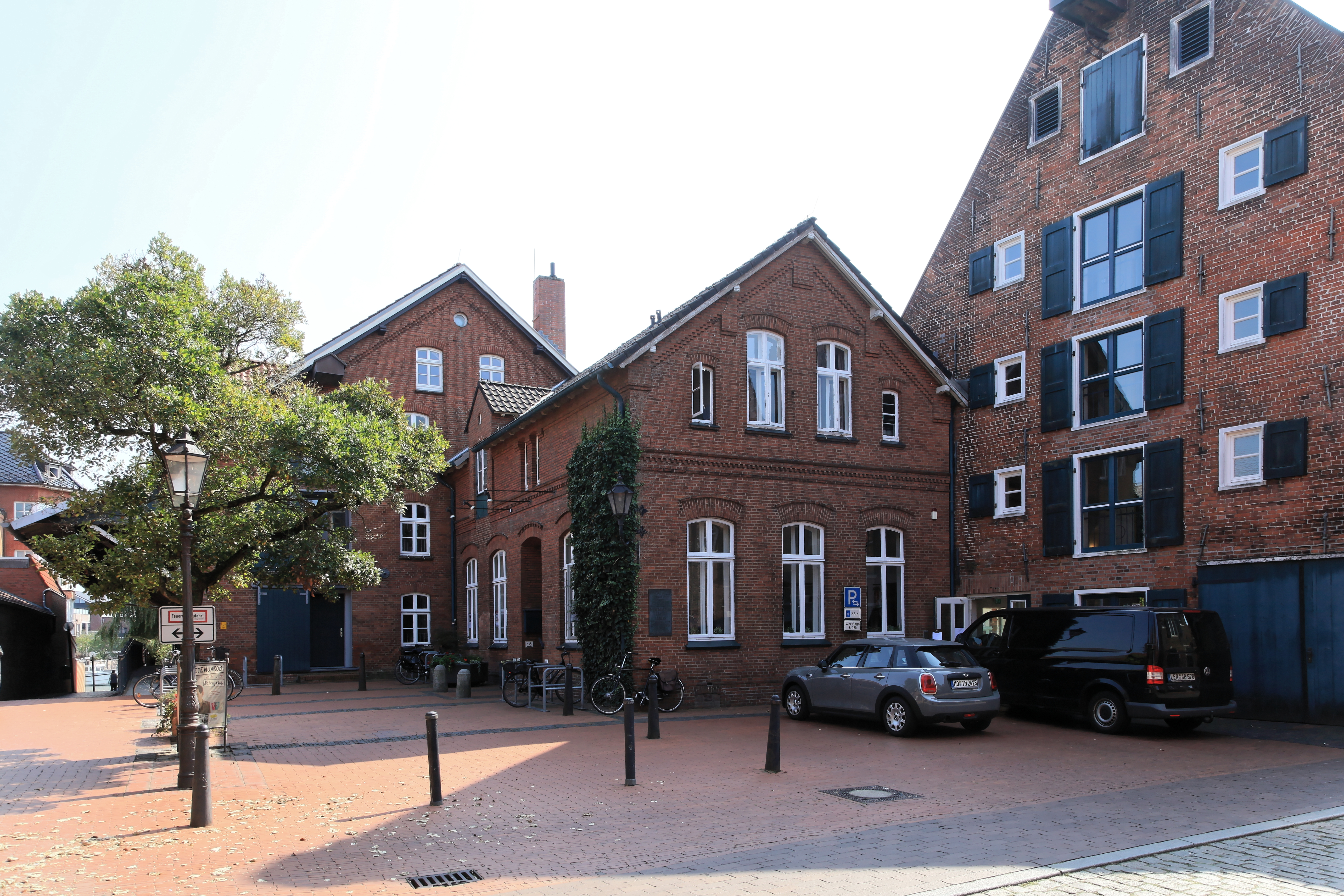
Straßenansicht der Stadtbibliothek mit Kulturspeicher

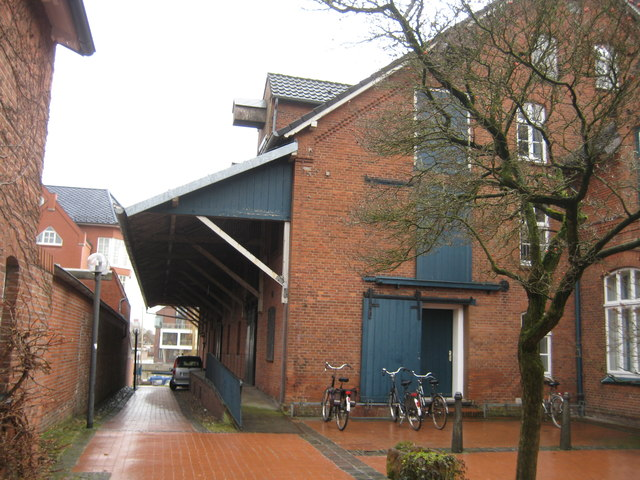
Gang an der Bibliothek

Die Schiffswerft „Harmonie“ war ein Schiffbauunternehmen in Leer (Ostfriesland). Heute ist auf dem ehemaligen Werftgelände die Stadtbibliothek untergebracht.

## Geschichte
Die Schwerpunkte des Betriebs lagen auf dem Neubau und der Instandhaltung, insbesondere von regionalen Segelfahrzeugen. Die Werft verfügte über Schiffbau- und Reparaturhallen sowie über mehrere Slipanlagen.

### 1781 Schiffswerft „Harmonie“
Das Gelände der späteren Werft am „Coldewey“ (heute Wilhelminengang) wurde 1760 zuerst von den Oud-Flamingen bebaut. Als Schiffswerft „Harmonie“ wurde das Unternehmen 1781 erstmals in einem königlichen Erlaubnisschreiben für die Mennoniten Willem Vissering, Willem Wilmsen und Consorten erwähnt. Das 1793 im Brandkataster als Schifsbauereÿ Compagnie Hauß beschriebene Unternehmen widmete sich dem Schiffsreparaturbetrieb und dem Holzschiffbau. Von 1815 bis 1826 sind im Brandkataster Willem Vissering und Eilhard Vissering & Consorten als Eigentümer des rund 1500 m² großen Grundstücks mit Haus mit Bude zur Schiffszimmerei verzeichnet, von 1827 bis 1831 im Stadtarchiv nur Eÿlard Vissering & Consorten. Ab 1830 finden sich Willem Vissering, Eilhard Vissering & Consorten sowie Claas Rahusen & Consorten im Brandkataster, von 1841 bis 1863 dann nur noch Claas Rahusen & Consorten. Von 1863 bis 1872 sind Claas Rahusen & Consorten und der Schiffbaumeister Bernhard Diedrich Middendorf eingetragen.

### 1870 Middendorf kauft die Werft
Nachdem 1870 mehrere der Aktionäre des Vorgängerunternehmens verstorben waren, erwarb Bernhard Dietrich Middendorf die Werft und führte sie über die kommenden Jahrzehnte mit Erfolg weiter. Middendorf lehrte seinen Sohn Friedrich Ludwig Middendorf das Schiffbauhandwerk. Der absolvierte eine dreijährige Lehre auf der väterlichen Werft in Leer sowie einige Seereisen und Positionen auf deutschen Werften. 1890 übernahm Friedrich Ludwig die Position des Technischen Direktors der Schiffsklassifikations-Gesellschaft Germanischer Lloyd in Berlin und war über viele Jahre Vorsitzender des Berliner Bezirksvereins des VDI und Gründungsmitglied der Schiffbautechnischen Gesellschaft.
1889 stellte Middendorf den Holzschiffbau ein, was zu einer vorübergehenden Unterbrechung des Schiffsbaus in Leer führte. 1893 bot Middendorf die Werft aus gesundheitlichen Gründen zum Verkauf an und verstarb schließlich 1894. Gleichwohl blieb Middendorf bis 1896 als alleiniger Besitzer in den Akten, danach sind Bernhard Diedrich Middendorf und das Handelshaus Tjarks & Lühring gemeinsam verzeichnet.

### 1895 Tjarks & Lühring errichten ein Speicherhaus auf dem Werftgelände
Tjarks & Lühring übernahmen das Grundstück 1895, ließen die Werftgebäude abbrechen und danach ein neues großes Speicherhaus errichten. Tjarks & Lühring betrieben für die nächsten Jahrzehnte einen Kolonialwarengroßhandel. 1905 kamen ein Bootsschuppen, 1908 eine Ladebrücke und 1916 eine Röstanlage hinzu und 1938 wurden zusätzlich Garagen auf dem Gelände gebaut. Nach einem Unternehmenswechsel im Jahr 1953 wurde 1970 zunächst ein Schwimmbad betrieben, bis 1978 die Stadtbibliothek im Speicherhaus untergebracht wurde. Seit 1979 heißt das Gebäude nach dem ermordeten Reichstagsabgeordneten Hermann-Tempel-Haus und seit 1991 ist im Nebengebäude das Veranstaltungszentrum Kulturspeicher untergebracht.
Das Gebäude der Leeraner Stadtbibliothek im Wilhelminengang wird in der Fernsehreihe Friesland als Polizeistation gezeigt.